# 仲田幸司
仲田 幸司（なかだ こうじ、1964年6月16日 - ）は、アメリカ合衆国ネバダ州出身の元プロ野球選手（投手）、指導者、野球解説者、タレント、YouTuber。NPBの阪神タイガースを経て、1997年に千葉ロッテマリーンズで現役を引退してからは、マネジメント業務をイゼル株式会社に委託している。
米国名はマイケル・フィリップ・ピーターソン。マイク仲田名義でタレント活動を行うこともある。愛称はマイク、ジンタ。

## 経歴

### プロ入り前
アメリカ合衆国ネバダ州で、アメリカ空軍将校の父と堺市出身の母との間に生まれる。1967年、父の配置転換に伴い沖縄県へ移住。アメリカ軍基地内の学校から那覇市内の小学校に転校した後、小学2年生の2学期、同級生に誘われて野球を始める。小学校でただ1人のハーフだった仲田は当時いじめにあっており、いじめた連中を見返したい、9人と勝負できる、との思いから投手を目指した。中学3年生の時、小学生の時と同じ同級生に誘われて県内の興南高等学校の入部テストを受験し、同校へ進学した。
興南高校では、同期の仲田秀司とバッテリーを組み、ストレートとカーブを武器に、3度甲子園に出場した。1982年夏の選手権では、明野高との1回戦で8四死球、熊谷高との2回戦で無四球完投を記録するなど調子が安定せず、広島商との3回戦で敗退。翌1983年春の選抜では、1回戦で光山英和らのいた上宮高に延長10回サヨナラ負け。同年夏の選手権では、長野商との1回戦で17個もの三振を奪いながら、2回戦では広島商に3-4で惜敗した。
プロ入りについて仲田本人に希望球団はなかったが、3年時の秋のNPBドラフト会議を前に、義父の判断で「読売ジャイアンツ（巨人）以外の球団から指名された場合には。入団を辞退したうえで大学へ進学する」という旨の通知書を巨人以外の全11球団に送付した。通知書は実父との連名で、内容証明まで付けていたという。当時のNPB（日本野球機構）ではドラフト会議での指名対象選手による逆指名制度を設けていなかったが、仲田以外の指名候補選手にも希望球団をあらかじめ明言する動きが相次いでいたため、コミッショナーの下田武三が「20歳以下の若者が『どこそこでなければ働かない』と発言するのは口はばったい。そのような『わがまま』（とも取れる発言）は、一般社会で通用しない」との苦言を呈する事態に至った。実際には、阪神タイガースと南海ホークスが3巡目で仲田を強行指名。指名重複による抽選で阪神が独占交渉権を得た結果、阪神側からの粘り強い交渉によって入団した。阪神球団は元々地元出身の池山隆寛を3位で指名予定であったが、2位でヤクルトに指名されたため、安藤統男監督の意向で仲田の強行指名に踏み切った。ドラフト順位は3位。入団当初の背番号は48。

### 阪神時代
1985年には、5月12日の対ヤクルトスワローズ戦へ先発すると、完封で初勝利を記録し、吉田義男監督から10万円の賞金を受けた。同年は3勝4敗にとどまるが、チーム21年振りのセントラル・リーグ（セ・リーグ）優勝に貢献している。しかし西武ライオンズとの日本シリーズには登板機会がなかった。
1986年以降は、一軍の先発ローテーションに定着。この年は初の規定投球回に達し、7勝12敗ながら、防御率3.10（リーグ9位）を記録した。
1987年には、8勝11敗、防御率3.98と、前年ほどの成績を残せなかった。この年に一軍投手コーチへ就任した新山隆史からの指導が合わなかったとされているが、6月11日の対ヤクルト戦（甲子園）では、公式戦唯一の本塁打を伊東昭光から放っている。
1988年から背番号を34へ変更。同年には入団後初めて開幕投手を務めた。4月8日に臨んだ広島東洋カープとの開幕戦では、北別府学を相手に投手戦を展開。打線の援護に恵まれなかったことが響いて、試合には0-3で敗れたものの、開幕投手に抜擢した村山実監督（当時）からは試合後に「監督賞」として現金5万円を特別に渡されたという。もっとも、その後は制球難と精神面での弱さが相まって、奪三振数が多い割に白星を増やせなかった。
1989年には、前年に続いて開幕投手を任された後に、7月21日の対巨人戦（甲子園）で斎藤雅樹と投げ合った末に完封勝利をマーク。この試合まで公式戦11試合連続完投勝利を記録していた斎藤に、シーズン2個目の黒星を付けた。
1990年はセ・リーグ最多の13敗を喫した。
1991年には、7月7日の対巨人戦（東京ドーム）で同点の3回表から登板すると、巨人の先発・桑田真澄との投手戦を展開。延長戦に入ってからも得点を許さず、12回表にマーベル・ウィンの本塁打などで2点を勝ち越すと、その裏も無失点で抑えた末にシーズン唯一の白星を挙げた。この年まではカーブ以外の変化球を投げられず、年に1回だけ好投するシーズンが続いたことから、「ネンイチ（年1回だけ）の男」とも呼ばれていた。
1992年には、同年バッテリーコーチに就任した有田修三が巨人時代、同じ左腕の宮本和知にスライダーを勧めた時と同様、仲田にその使い方を伝授、山田勝彦とともに、スライダーを使う場面、使う意図を説明した。これを機に、長年の課題だった制球力が向上。自身初の2桁勝利となる14勝12敗、防御率2.53（リーグ3位）を記録する。前年最下位のチームを2位へ浮上させる原動力になったばかりか、リーグ最多奪三振のタイトルを獲得した。また、チームが前半戦から快進撃を続けていたことを追い風に、オールスターゲームのファン投票でセ・リーグ投手部門の1位を獲得。この結果を受けて、生涯唯一の出場を果たして優秀選手賞を獲得した。本人によれば、この活躍でタニマチからの（遊びの）誘いが非常に増えたといい、後に「断わりたくても、言い出せなかった」「もう、しんどいんですよ。でも、1人の誘いに乗ったら、他の人を断るわけにもいかない。会合に行けば、その場にいる他の人と友達になってまた誘われる」と語っている。結果「トレーニングが疎かになり、体のケアもできなかった」状態となり、翌年以降の成績下降につながったという。
1993年には、3度目の開幕投手を任されながら、制球力が再び低下。4月23日の対巨人戦（甲子園）で長嶋一茂にセ・リーグ公式戦通算3万号本塁打を献上するなど振るわず、シーズン全体でも3勝12敗と低迷した、
1994年には、セ・リーグ新人王の藪恵市（9勝）に次いで、チーム2位の7勝をマーク。そのうちの5勝を対中日ドラゴンズ戦で稼ぐなど、復活の兆しを見せた。
1995年には、一軍公式戦9試合の登板で0勝2敗に終わったものの、シーズン終了後にFA権を行使することを表明。後述する経緯から千葉ロッテマリーンズへ移籍した。なお、日本国籍の選手としては初のセリーグの生え抜き選手による、国内FAでのパリーグ移籍を果たしたレアな選手の一人となった。

### 千葉ロッテ時代
阪神時代の後期に続いて、背番号34を着用。
1996年には、一軍公式戦への登板数は前年と同じ9試合で、移籍後初勝利を挙げるまでには至らなかった。本人によれば、GMの広岡達朗の指導が合わなかった部分があったといい、試合前に300球もの投げ込みを指示され、首が痛くなっても『きれいな投球フォームだったら痛めるはずがない』として続行を強いられたことを後に明らかにしている。
1997年、開幕から二軍調整が続き、一軍首脳陣からの打診で学生時代からオーバースローだった投球フォームをサイドスローに変更。当時二軍投手コーチで、現役時代アンダースローが売りだった松沼博久に指導を受けた。しかし、本人もフォーム転向は乗り気ではなくモチベーションも低下。一軍公式戦わずか10試合に登板しただけで、白星を挙げられないままシーズン終了後に球団から戦力外通告を受ける。ただ、当時の二軍監督だった山本功児との折り合いは良く、二軍最終戦では花道となる登板機会を与えられるなどの配慮を受けたため「本当にすごい方ですよ」と語っている。
阪神時代からのチームメイトだった遠山昭治（阪神時代は投手でロッテ移籍後に内野手へ転向）も戦力外通告を受けていたため、通告後には遠山と揃って古巣・阪神の入団テストに臨んだ。実際には2人とも入団の内定を得ていたが、阪神球団は投手を1人だけ採用することを想定。結局、投手としてテストを受けていた遠山の採用を決めたことから、仲田は採用を見送られた末に現役を引退した。

### 現役引退後
1998年から2006年まで、毎日放送の野球解説者として活動。所属事務所はDプロモーション（後にイゼル株式会社）で、講演活動を展開したり、関西ローカルのテレビ番組やCMに出演したりもしていた。2006年には仕事を全て失ったという。
大阪エキスポセブンティーズの設立が計画されていた2009年には、設立後に初代の監督へ就任することが発表されていた。しかし、同年10月に球団が活動を休止したことに伴って、監督への就任が白紙に戻された。
2010年からは、山河企画（阪神OBで掛布雅之のマネジャーを一時務めていた西浦丈夫が経営する建設会社）へ勤務しながら、社会人野球チームの京都ジャスティスで投手コーチを務めている。本人曰く、「山河企画へ入社したきっかけは、公私とも思うように行かなかった時期に、（阪神時代の主力選手だった）掛布に『人生は一度きりだから真面目に取り組め』と勧められたから」とのことで、入社後に測量士の資格を取得。京都ジャスティスの練習が組まれていない平日には、工事現場の監督業務に就いている。
近年はYouTuberとしても活動。2023年の2月には、その活動の一環で、古巣・阪神の春季キャンプを（野球解説者時代の2003年以来）20年振りに取材している。

## 人物
阪神在籍時の投球フォームはノーワインドアップで右足を高く上げて右足に近付けた両手と頭をくっ付けて一種の貯めを作ってから投げる変則的なモーションであり、現在でいう二段モーションといえる投球フォームだった。
阪神時代に一塁への牽制悪送球でスタンドにボールを投げ入れたことがある。
愛称の「マイク仲田」は彼のアメリカ名のマイケル・フィリップ・ピーターソンに由来する。また、阪神時代はチーム・メイトに中田良弘がいたため、仲田を「にんべんのなかだ」と呼ぶファンもおり、これが愛称のジンタに繋がっている（中田良弘はにんべんが無い為、「チュンタ」と呼ばれていた）。
英語は日本語と同様に彼にとっては母語であるので流暢に操れる。FA移籍が噂された際も「英語には不自由しないのでメジャーリーグも選択肢にはある。もっとも実力が必要だけど・・」とインタビューに答えている。
阪神選手時代の主力野手だった岡田彰布とは、岡田が普通自動車運転免許を取得するまで、先に免許を取得していた自身所有の乗用車に岡田を乗せて自宅と阪神甲子園球場の間を運転していたほどの間柄にあった。2023年に阪神の春季キャンプを20年振りに訪れたのは、2004年から2008年まで阪神の一軍監督を務めていた岡田が、2023年から阪神の指揮を15年振りに再開したことによる。
ロッテへFA移籍する経緯として、オフに阪神から「君のFA権は紙切れ同然」と言われ、阪神の臨時コーチとして指導を受けた経験がある広岡達朗を慕い、広岡がGMを務めていたロッテへ移籍した。
仲田は1964年生まれであるが、1965年（昭和40年）生まれのプロ野球選手の集まり「プロ野球昭和40年会」に参加している。ちなみに小学校時に当初アメリカ軍基地内の学校で学んだ後、義父の勧めで那覇市の一般小学校に転校した際、1年生から学び直したため、高校卒業年度は40年会のメンバーと同じである。

## 詳細情報

### 年度別投手成績
| 年 度      | 球 団      | 登 板 | 先 発 | 完 投 | 完 封 | 無 四 球 | 勝 利 | 敗 戦 | セ 丨 ブ | ホ 丨 ル ド | 勝 率 | 打 者 | 投 球 回 | 被 安 打 | 被 本 塁 打 | 与 四 球 | 敬 遠 | 与 死 球 | 奪 三 振 | 暴 投 | ボ 丨 ク | 失 点 | 自 責 点 | 防 御 率 | W H I P |
| ---------- | ---------- | ----- | ----- | ----- | ----- | -------- | ----- | ----- | -------- | ----------- | ----- | ----- | -------- | -------- | ----------- | -------- | ----- | -------- | -------- | ----- | -------- | ----- | -------- | -------- | ------- |
| 1985       | 阪神       | 25    | 17    | 1     | 1     | 0        | 3     | 4     | 0        | --          | .429  | 384   | 86.1     | 84       | 18          | 51       | 1     | 1        | 71       | 7     | 0        | 52    | 42       | 4.38     | 1.56    |
| 1986       | 阪神       | 32    | 26    | 5     | 2     | 0        | 7     | 12    | 0        | --          | .368  | 627   | 148.0    | 118      | 18          | 64       | 4     | 5        | 124      | 3     | 0        | 62    | 51       | 3.10     | 1.23    |
| 1987       | 阪神       | 28    | 25    | 3     | 0     | 0        | 8     | 11    | 0        | --          | .421  | 656   | 155.2    | 128      | 23          | 74       | 2     | 4        | 150      | 11    | 0        | 76    | 68       | 3.93     | 1.30    |
| 1988       | 阪神       | 29    | 17    | 6     | 1     | 0        | 6     | 9     | 1        | --          | .400  | 557   | 130.0    | 106      | 20          | 71       | 3     | 2        | 103      | 5     | 0        | 58    | 56       | 3.88     | 1.36    |
| 1989       | 阪神       | 26    | 17    | 4     | 2     | 1        | 4     | 10    | 0        | --          | .286  | 479   | 112.0    | 102      | 15          | 45       | 7     | 0        | 104      | 6     | 1        | 68    | 58       | 4.66     | 1.31    |
| 1990       | 阪神       | 45    | 19    | 5     | 0     | 0        | 4     | 13    | 2        | --          | .235  | 660   | 152.2    | 138      | 12          | 76       | 2     | 4        | 153      | 8     | 1        | 88    | 72       | 4.24     | 1.40    |
| 1991       | 阪神       | 37    | 6     | 0     | 0     | 0        | 1     | 7     | 0        | --          | .125  | 429   | 97.1     | 89       | 10          | 48       | 3     | 2        | 81       | 4     | 1        | 57    | 46       | 4.25     | 1.41    |
| 1992       | 阪神       | 35    | 30    | 13    | 2     | 1        | 14    | 12    | 1        | --          | .538  | 899   | 217.1    | 194      | 16          | 67       | 2     | 3        | 194      | 10    | 0        | 69    | 61       | 2.53     | 1.20    |
| 1993       | 阪神       | 27    | 15    | 1     | 0     | 0        | 3     | 12    | 0        | --          | .200  | 407   | 85.1     | 98       | 15          | 59       | 5     | 3        | 61       | 3     | 0        | 68    | 62       | 6.54     | 1.84    |
| 1994       | 阪神       | 23    | 20    | 1     | 1     | 0        | 7     | 6     | 0        | --          | .538  | 483   | 108.1    | 110      | 13          | 62       | 6     | 1        | 78       | 4     | 0        | 58    | 50       | 4.15     | 1.59    |
| 1995       | 阪神       | 9     | 4     | 0     | 0     | 0        | 0     | 2     | 0        | --          | .000  | 82    | 16.0     | 22       | 2           | 14       | 0     | 0        | 11       | 2     | 0        | 20    | 17       | 9.56     | 2.25    |
| 1996       | ロッテ     | 9     | 2     | 0     | 0     | 0        | 0     | 1     | 0        | --          | .000  | 72    | 17.1     | 16       | 7           | 6        | 0     | 0        | 19       | 1     | 0        | 12    | 12       | 6.23     | 1.27    |
| 1997       | ロッテ     | 10    | 0     | 0     | 0     | 0        | 0     | 0     | 0        | --          | ----  | 48    | 8.2      | 17       | 1           | 5        | 0     | 0        | 9        | 1     | 0        | 14    | 7        | 7.27     | 2.54    |
| 通算：13年 | 通算：13年 | 335   | 198   | 39    | 9     | 2        | 57    | 99    | 4        | --          | .365  | 5783  | 1335.0   | 1222     | 170         | 642      | 35    | 25       | 1158     | 65    | 3        | 702   | 602      | 4.06     | 1.40    |

- 各年度の太字はリーグ最高

### タイトル
- 最多奪三振：1回 （1992年）

### 表彰
- 月間MVP：1回 （1992年5月）
- 優秀JCB・MEP賞：1回 （1992年）

### 記録
初記録
- 初登板：1985年4月29日、対横浜大洋ホエールズ2回戦（横浜スタジアム）、8回裏に4番手して救援登板・完了、1回1失点
- 初奪三振：1985年5月1日、対読売ジャイアンツ4回戦（後楽園球場）、8回裏に松本匡史から
- 初先発：1985年5月5日、対中日ドラゴンズ5回戦（阪神甲子園球場）、5回3失点で敗戦投手
- 初勝利・初完投勝利・初完封勝利：1985年5月12日、対ヤクルトスワローズ5回戦（明治神宮野球場）
- 初セーブ：1988年4月17日、対横浜大洋ホエールズ3回戦（横浜スタジアム）、7回裏1死に2番手として救援登板・完了、2回2/3無失点

節目の記録
- 1000投球回数：1992年7月11日、対中日ドラゴンズ14回戦（ナゴヤ球場）　※246人目
- 1000奪三振：1993年5月7日、対広島東洋カープ3回戦（西京極球場）、6回表に町田公二郎から　※史上87人目

その他の記録
- オールスターゲーム出場：1回 （1992年）

### 背番号
- 48 （1984年 - 1987年）
- 34 （1988年 - 1997年）

## 関連情報

### 出演番組
- ザ・プロ野球
- MBSタイガースナイター
- マイクのチバリョー!タイガース
- プレイボール仲田幸司です
- 週刊タイガースかわら版